# Denise Desautels
Denise Desautels és una poeta i narradora quebequesa nascuda a Mont-real el 4 d'abril de 1945. És membre de l'Acadèmia de les Lletres del Quebec i ha participat en diverses edicions del festival literari Metropolis bleu.
Denise Deautels ha estat traduïda al català per Antoni Clapés.

## Premis i distincions
- 1990 - Prix du Gouverneur général
- 1990 - Prix littéraires du Journal de Montréal
- 1991 - Grand Prix du Festival international de la poésie, de la Fondation Les Forges
- 1992 - Prix de poésie Terrasses Saint-Sulpice, Le Saut de l'ange
- 1993 - Prix Le Signet d'Or, Le Saut de l'ange
- 1993 - Prix du Gouverneur général
- 1999 - Prix littéraires Radio-Canada, Ma Sisyphe
- 2000 - Prix de la Société des écrivains canadiens
- 2001 - Prix de la Société des écrivains canadiens
- 2009 - Prix Athanase-David
- 2010 - Prix de littérature francophone Jean Arp
- 2014 - Grand prix Québecor du Festival international de la poésie
- 2015 - Prix Hervé-Foulon per la novel·la de 1998, per Ce fauve, le bonheur[2]
- 2022 - Premi Guillaume Apollinaire, per Disparaître, Editions du Noroît/L'herbe qui tremble

## Obra literària
- Comme miroirs en feuilles, Éditions du Noroît, 1975
- Marie, tout s'éteignait en moi, Éditions du Noroît, 1977
- La Promeneuse et l'oiseau, Éditions du Noroît, 1980
- Le Cri, drama radiofònic, Radio Canada, 1982
- En état d'urgence, éd. Estérel, 1982
- L'Écran precedit d' Aires du temps, Éditions du Noroît, 1983
- : dimanche, Éditions de la Nouvelle Barre du Jour, 1985
- Les gitanes, drama de ràdio, Radio-Canada, 1985
- Nous en reparlerons sans doute, en col·laboració amb Anne-Marie Alonzo, éd. Trois, 1986
- La Répétition, Éditions de la Nouvelle Barre du Jour, 1986
- Écritures / ratures, Éditions du Noroît, 1986
- Le Signe discret, éd. Pierre-Alain Pingoud, 1987
- Un livre de Kafka à la main, seguit de La Blessure, Éditions du Noroît, 1987
- Voix, texte, drama radiofònic per a les ràdios públiques en llengua francesa, Radio-Canada, Radio France et Radio Suisse Normande, 1987
- Mais la menace est une belle extravagance, Éditions du Noroît, 1989, Prix de poésie du Journal de Montréal
- Venise (variations sur l'utopie), drama radiofònic, Radio-Canada, Radio France et Radio Suisse normande, 1989
- Leçons de Venise, Éditions du Noroît, 1990, prix de la Fondation Les Forges
- La violoncelliste, drama radiofònic, Radio Canada, 1990
- La voix de Martha, ficció poètica, Radio Canada, 1990
- Tombeau de René Payant, Éditions Trois, 1991
- Black words, Collectif Génération, 1991
- Le saut de l'ange, Éditions du Noroît, 1992, prix du Gouverneur général du Canada et de la revue Estuaire
- Théâtre pourpre, Éditions Jean-Luc Herman, 1993
- La répétition, text poètique adaptat per a la ràdio, Diffusion Suisse Romande, 1993
- Lettres à Cassandre, en col·laboració amb Anne-Marie Alonzo, Trois, 1994
- Cimetières : la rage muette, Éditions Dazibao, 1995
- L'écho, la chambre, la nuit, Éditions Raina Lupa, 1996
- La Passion du sens, Éditions Roselin, 1996
- L'Acier le Bleu, Éditions Raina Lupa, 1996
- Le Vif de l'étreinte, llibre objecte, Éditions Roselin, 1996
- « Ma joie », crie-t-elle, Éditions du Noroît, 1997
- De la douceur, llibre objecte, Éditions Roselin i Éditions La cour Pavée, 1997
- Ce fauve, le Bonheur, Editions de l'Hexagone, 1998
- Tombeau de Lou, Éditions du Noroît, 2000
- Parfois les astres, llibre objecte, Roselin, 2000
- Novembre, Éditions Roselin i La Cour Pavée, 2001
- Architectures, llibre objecte, ed. Tandem, La Sétérée et Roselin, 2001
- Pendant la mort, Éditions Québec Amériques, 2002
- Avant l'aurore, en Noir, portfolio realitzat en col·laboració amb els artites, Noria Éditions/Karin Haddad, 2002
- Le Corps collectionneur, Les Heures Bleues, 2003
- L'Étrangère, numéro 4-5, Lettre Volée, 2003
- La Marathonienne, La Courte Échelle, 2003
- Une Solitude exemplaire, aiguaforts de Jacques Clerc, Éditions La Sétérée, 2004
- Mémoires parallèles, tria i presentació de Paul Chamberland, Éditions du Noroît, 2004
- L'Enfant mauve, llibre objecte en col·laboració amb Jacques Fournier i Jacqueline Ricard, Éditions Roselin i Éditions de la Cour Pavée, 2004
- Ce désir toujours : un abécédaire, Lemeac, 2005
- L'Œil au ralenti, Éditions du Noroit, 2007
- Le Cœur et autres mélancolies, Éditions Apogée, 2007
- Ailleurs - Épisode I : Charleville-Mézières 2008 : une année en poésie, poesia (col·lectiu), éd. Musée Rimbaud, Charleville-Mézières, 2009
- Quai Rimbaud, llibre d'artista en col·laboració amb Jacques Fournier i Gabriel Belgeonne, Éditions Roselin i Éditions Tandem, 2009
- Ailleurs - Épisode II : Charleville-Mézières 2009 : une année en poésie, poesia (col·lectiu), éd. Musée Rimbaud, Charleville-Mézières, 2010
- L'Angle noir de la joie, poesia, coedició d'Éditions Arfuyen (París) i Édition du Noroît (Montréal), 2011
- Sans toi, je n'aurais pas regardé si haut. Tableaux d'un parc, Éditions du Noroît, 2013

### Obres traduïdes al català
- Tomba de Lou. Traducció d'Antoni Clapés. Vic: Eumo, 2011. ISBN 9788497664011
- Sense tu, mai no hauria mirat tan amunt, Traducció d'Antoni Clapés. Barcelona: Cafè Central, 2014. ISBN 9788489885790
- Una felicitat imposada, Traducció d'Antoni Clapés. Barcelona: LaBreu, 2017. ISBN 9788494662478